# Bitwa nad Dzierzgonią
Nie pomylić z artykułem: Bitwa pod Dzierzgoniem.
Bitwa  nad Dzierzgonią – na początku zimy 1234 roku lub jak dowodzi tego Gerard Labuda pod koniec 1234 roku, zorganizowana została przez zakon krzyżacki pierwsza wielka wyprawa krzyżowa do Prus.
Krzyżacy po opanowaniu Chełmna i całej ziemi chełmińskiej podjęli udaną próbę złamania gniazda oporu Prusów, które mieściło na terenach rdzennie pruskich na północ od rzeki Osy. Wśród krzyżowców znajdowali się skierowani przez papieża na ten teren rycerze niemieccy, ale największą siłę stanowili rycerze polscy prowadzeni przez księcia mazowieckiego Konrada mazowieckiego i jego syna Kazimierza kujawskiego, księcia śląskiego Henryka Brodatego i jego syna Henryka Pobożnego, księcia wielkopolskiego Władysława Odonica oraz księcia gdańskiego Świętopełka i jego brata Sambora.
W bitwie nad rzeką Dzierzgonią (Sirgune) Prusowie pomezańscy zostali pobici przez siły polsko-niemieckie. Według kronikarza krzyżackiego Piotra z Dusburga w bitwie zginęło ponad 5000 Prusów, a decydujący dla przebiegu bitwy był manewr Świętopełka, który miał wycofać swoje drużyny z pola bitwy, obejść Prusów i zaatakować ich z tyłu. Ostatnim znaczącym akcentem wyprawy  było zajęcie przez wojska krzyżackie Kwidzyna (niem. Marienwerder). Umocniony gród stał się kluczowym elementem podboju Pomezanii przez Krzyżaków.